# 施韦尔施泰特 (魏玛地区县)
施韦尔施泰特（德語：Schwerstedt，發音：[ˈʃveːɐ̯ʃtɛt]）是德国图林根州魏玛地区县曾经的一个市镇，面积6.81平方千米，2017年12月31日人口为329人。2019年1月1日，施韦尔施泰特与另外10个市镇合并为新市镇阿姆埃特斯贝格。